# Pontlevoy
Pontlevoy é uma comuna francesa na região administrativa do Centro, no departamento Loir-et-Cher. Estende-se por uma área de 50,82 km². Em 2010 a comuna tinha 1 705 habitantes (densidade: 33,5 hab./km²).